# Parantica oenone
Parantica oenone är en fjärilsart som beskrevs av Butler 1865. Parantica oenone ingår i släktet Parantica och familjen praktfjärilar. Inga underarter finns listade i Catalogue of Life.